# 大新镇 (张家港市)
大新镇，是中华人民共和国江苏省苏州市张家港市下辖的一个乡镇级行政单位。

## 行政区划
大新镇下辖以下地区：
大新社区、段山村、朝东圩港村、新闸村、大新村、新海坝村、龙潭村、中山村、桥头村、长丰村和新凯村。